# Feldsteinkirche Marsow

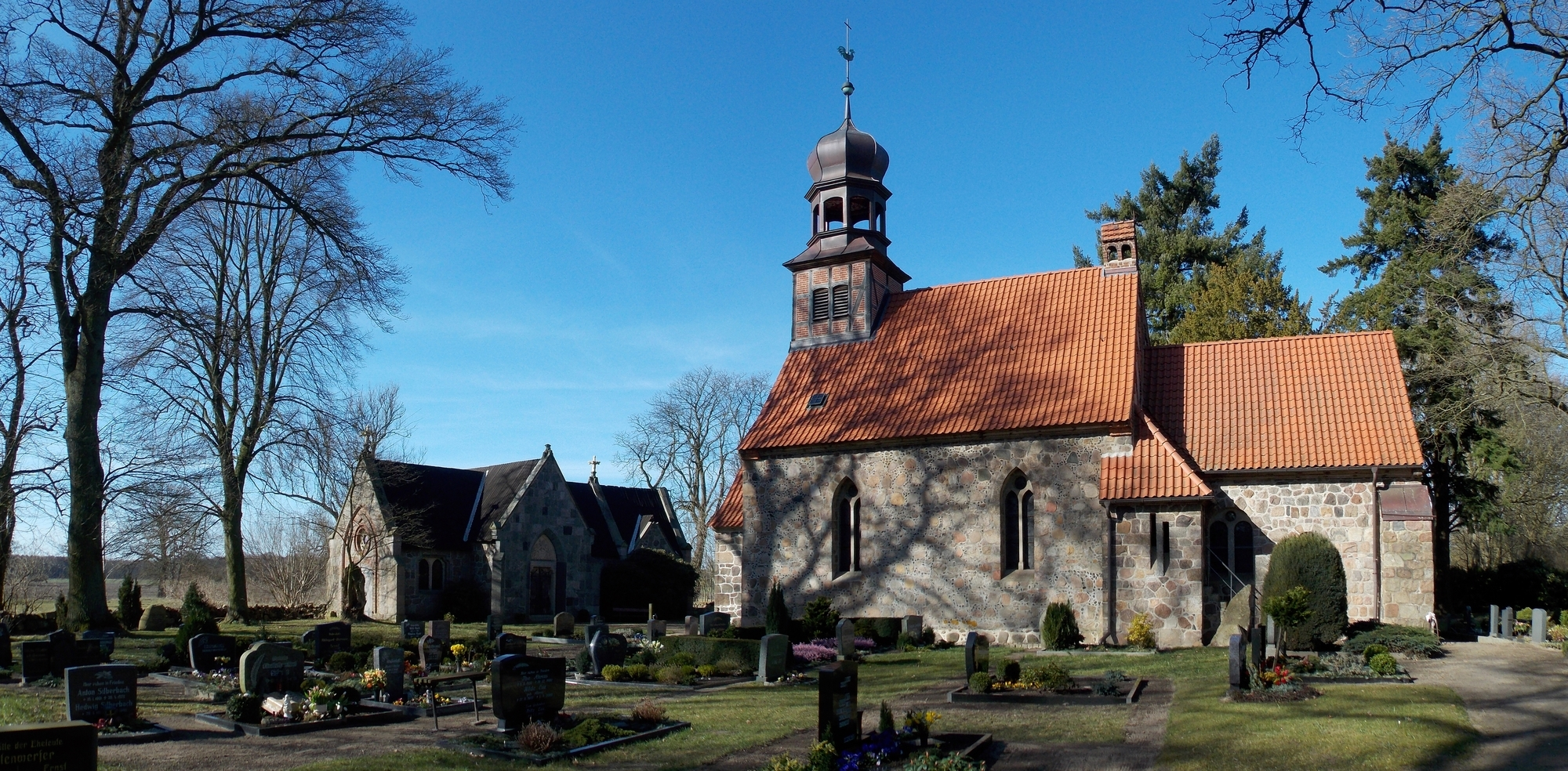
Feldsteinkirche Marsow (2015)

Die Feldsteinkirche Marsow ist ein denkmalgeschütztes Kirchengebäude im Ortsteil Marsow der Gemeinde Vellahn im Landkreis Ludwigslust-Parchim in Mecklenburg-Vorpommern. Sie wurde im 14. Jahrhundert errichtet und gehört heute zum Kirchenkreis Mecklenburg der Evangelisch-Lutherischen Kirche in Norddeutschland.

## Geschichte

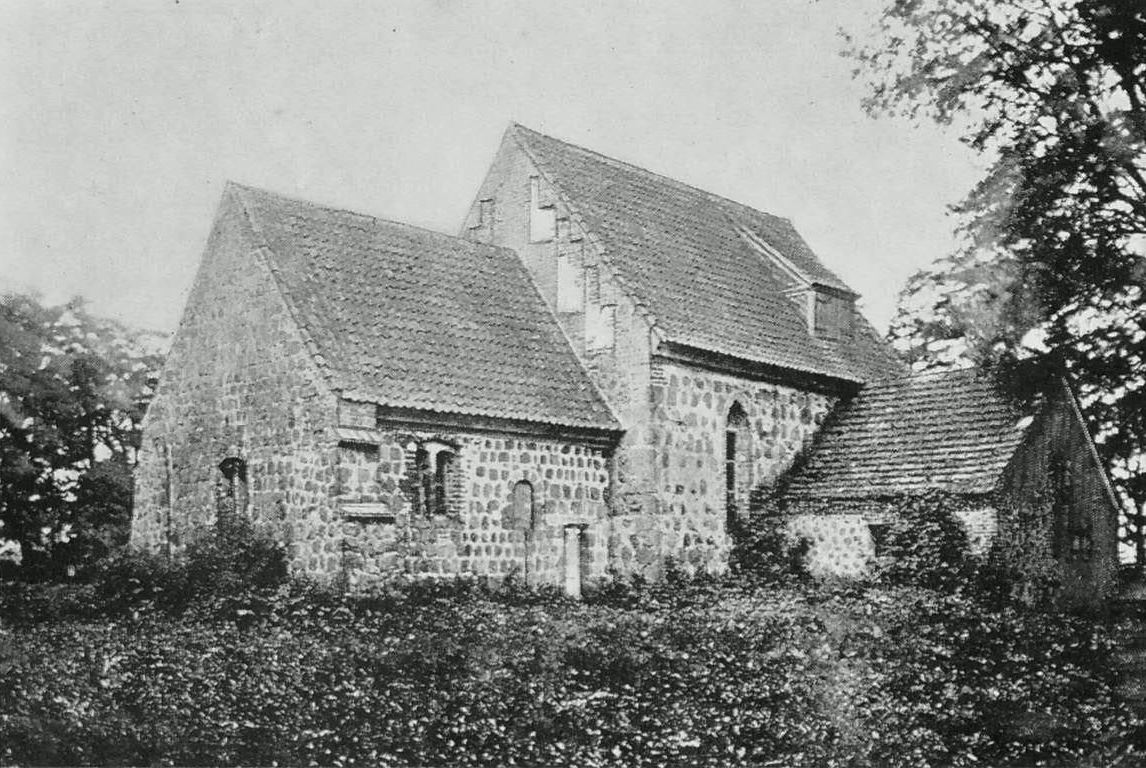
Feldsteinkirche Marsow mit nordseitiger Familiengruft von Schilden, Aufnahme vor 1900

Bereits im Jahr 1194 wurde ein Werner von Marsow als Zeuge im Isfriedschen Teilungsvertrag aufgeführt. In der Folge wurden Familienangehörige in verschiedenen Urkunden der Bischöfe von Ratzeburg und der Grafen von Schwerin genannt. Das Dorf Marsow selbst fand erstmals im Ratzeburger Zehntregister von 1230 Erwähnung. Die Kirche Marsow wurde nach dem Jahr 1341 auf einer romanischen Anlage erbaut. Dem Kirchenvisitation-Protokoll von 1534 zufolge hatte Marsow keinen eigenen Kirchherrn. Da der Kirchherr von Vellahn einen Teil seiner Einkünfte aus Marsow bezog, dürfte er auch dort zuständig gewesen sein. Dafür spricht auch, dass die Marsower Kirche als Filialkirche errichtet wurde und damit zum Kirchspiel Vellahn gehörte.

### Das Patronat
Nach der Reformation gewann das Patronat zunehmend an Bedeutung, auch dank des weniger straffen Umgangs mit der Kirchenordnung. Das Patronatsrecht war meist ein dingliches Recht, welches mit dem Besitz eines Rittergutes einherging, es war aber auch persönliches und vererbbares Recht. Sichtbares Zeichen des Patronats war das Patronatsgestühl im Altarbereich. Dem Patron oblag nicht nur der Erhalt der Kirche, er sorgte nebenher auch für den Unterhalt des Pfarr- und Schulhauses. Der Patron hatte aber nicht nur Pflichten, ihm stand das Recht zu, einen Kandidaten für das Pfarramt vorschlagen zu dürfen. Auch die Anstellung eines Lehrers, der meist die Funktion des Organisten und Küsters mit übernahm, war Aufgabe des Patrons.
Das Lehngut Marsow war von 1396 bis 1726 in Besitz der Familie von Züle. 1724 verstarb Ernst Heinrich von Züle ohne Erben zu hinterlassen, so fiel Marsow durch Erbschaft an seinen Bruder Friedrich von Züle. Er erteilte im Jahr 1726 der Witwe seines Bruders, Anna Maria von Pentz, die Zustimmung zum Verkauf des Lehngutes Marsow an Hofmeister Kurd von Lützow. Kurd von Lützow übernahm dann auch das Kirchenpatronat und die sich daraus ergebenden Kirchenbaulasten. Das Patronat verblieb in den Händen der Familie von Lützow bis 1798. Dann wurde Marsow an die Familie von Schilden verkauft, die den Besitz bis 1860 hielten. Während ihrer Patronatszeit wurde an der Nordseite der Kirche eine Familien-Grabkapelle errichtet. Nach dem Tode des preußischen Oberhofmeisters von Schilden, überließ dessen Erbe und Bruder die Güter Rodenwalde und Marsow dem späteren Oberhofmarschall Jaspar Friedrich von Bülow. So übernahm dieser auch das Patronat für die Marsower Kirche.
1871 verstarb der Gutsherr und sein Sohn Alexander von Bülow übernahm daraufhin die Verantwortung für die Güter und das Kirchenpatronat. So war auch weiterhin für den Erhalt der Kirche gesorgt. Noch im selben Jahr wurde auf seine Veranlassung hin die große Familien-Grabkapelle errichtet. Auch die Ausstattung der Kirche erfuhr einige Neuerungen, so wurde ein Harmonium angeschafft und später eine Orgel angekauft.
1901 verstarb Alexander von Bülow und Sohn Henning trat das Erbe seines Vaters an. Er ließ von 1911 bis Juni 1912 umfangreiche Erneuerungs- und Umbaumaßnahmen an der Marsower Kirche durchführen. Am 16. Juni 1912 konnte die erneuerte Kirche schließlich geweiht werden. Bis 1930 blieben die Güter Rodenwalde und Marsow in Besitz der Familie von Bülow. Neuer Besitzer wurde der deutschstämmige südafrikanische Geologe Hans Merensky, der den Gutsbesitz von Henning von Bülow erwarb.
Mit der Enteignung der Gutsbesitzer 1945/46 war auch die Zeit des Patronats endgültig beendet.

### Heutige Kirchgemeinde
In der Filialkirche Marsow wurden alle 2 bis 4 Wochen Gottesdienste abgehalten. Wenn in der Filialkirche keine Gottesdienste stattfanden, gingen die Marsower zu den Sonntagsgottesdiensten in die Vellahner Kirche. In Hof Marsow lebten im frühen 18. Jahrhundert elf Bauern, drei Kossaten, drei Handwerker und drei Viehhirten. Von den Marsower Bauern gehörten zwei der Pfarre zu Vellahn und einer der Kirche zu Marsow. Einige der Bauern standen zudem in Diensten des Barons von Lützow.

### Vellahner Pastoren
Namen und Jahreszahlen bezeichnen die nachweisbare Erwähnung als Pastor.
- erwähnt 1325 Hinrich von Thun
- 1501–1534 Heinrich Merzmann, Pleban zu Vellahn
- 1626–1629 Jonas Warnke
- 1635–1640 Conrad Rokentrog (Reichentrog)
- 1641–1659 Johann Rossow
- 1659–1687 Johann Beverin
- 1688–1696 Paul Richter
- 1697–1707 Jonas Rentz
- 1708–1735 Gottfried Dolch
- 1737–1783 Friedrich Georg Siggelkow
- 1783–1833 August Wilhelm Friedrich Koch
- 1834–1854 Ludwig Theodor Justus Tarnow
- 1854–1889 Johann Tapp
- 1889–1906 Rudolf Karsten
- 1906–1928 Helmut Scheven
- 1928–1935 Bernhard Schmaltz[15]
- 1935–1946 Rudolf Radtke
- 1946–1952 Helmut Rux[16]
- 1952–1973 Hermann Koch aus Pritzier
- 1992–2001 Dietrich Neumann
- 2003–2003 Katrin Kühl
- 2004–2009 Thomas Cremer
- 2011 aktuell Christian Lange

## Das Kirchengebäude
Das Aussehen der Kirche hat sich in den Jahren 1911 und 1912 bedeutend verändert. So gab es vorher keinen Turm und auch die Giebel waren ohne bekrönende Zierde. Im Inneren schlossen das Langhaus und der Chorraum oben mit einer flachen Holzdecke ab. Bemerkenswert sind die gotischen Schildbögen im Langhaus, sie stammen noch aus der Frühzeit des Kirchenbaues und erwecken den Anschein eines Gewölbeansatzes. Der Eingangsbereich der Westseite unterlag hingegen bereits vor den Umbauarbeiten einigen Veränderungen, so ließ sich ein teils vermauertes großes Spitzbogenportal erkennen. Eine auf der Nordseite angesetzte Feldstein-Grabkapelle der Familie von Schilden wurde bereits Ende des 19. Jahrhunderts wegen Baufälligkeit abgebrochen.

### Langhaus und Chor
Das Langhaus erschließt sich über das Hauptportal auf der Westseite. Der eingezogene Chorbau erschließt sich zudem über den Seiteneingang an der Nordseite und den kleinen vorgesetzten Eingangsvorbau an der Südseite.
Die einschiffige rechteckige Kirche wurde aus behauenen Feldsteinen errichtet. Sie besteht aus einem eingezogenen Rechteckchor und einem Langhaus, dass mit Kreuzgratgewölben eingewölbt wurde. Beide haben Satteldächer und an den Ecken der Ostseite des Chores befinden sich zudem Strebepfeiler. Den Westgiebel des Langhauses schmücken fünf gestaffelte Blendnischen, die nach oben hin mit Backsteinrundbögen abschließen. In zwei dieser Blendnischen finden sich zudem Schlitzfenster, welche mit Bleiverglasung versehen sind. Der Ostgiebel ist ebenso mit Blendnischen verziert, diese sind zum Giebelgipfel hin ansteigend gestuft. Den Ostgiebel des Langhauses bekrönt außerdem ein kleiner Giebelreiter. Auf dem Dach des Chores findet sich ein Kreuz als Bekrönung.
Die Fenster der Langhausseiten sind mit zweibahnigen Spitzbögen und Rundfenster versehen, deren Stabwerk auf der Innenseite von in Stein gearbeiteter Taustabverzierung geschmückt wird. In den Längsseiten und dem Ostgiebel des Chores finden sich zudem zweibahnige rundbogige Fenster. Mittig der Längsseiten des Chores ist außerdem ein schmales rundbogiges Fenster angeordnet. An der Nordseite ist eine dieser Fensteröffnungen mit einem Flachrelief ausgekleidet, in dem das Wappen der Familie von Bülow eingearbeitet wurde.

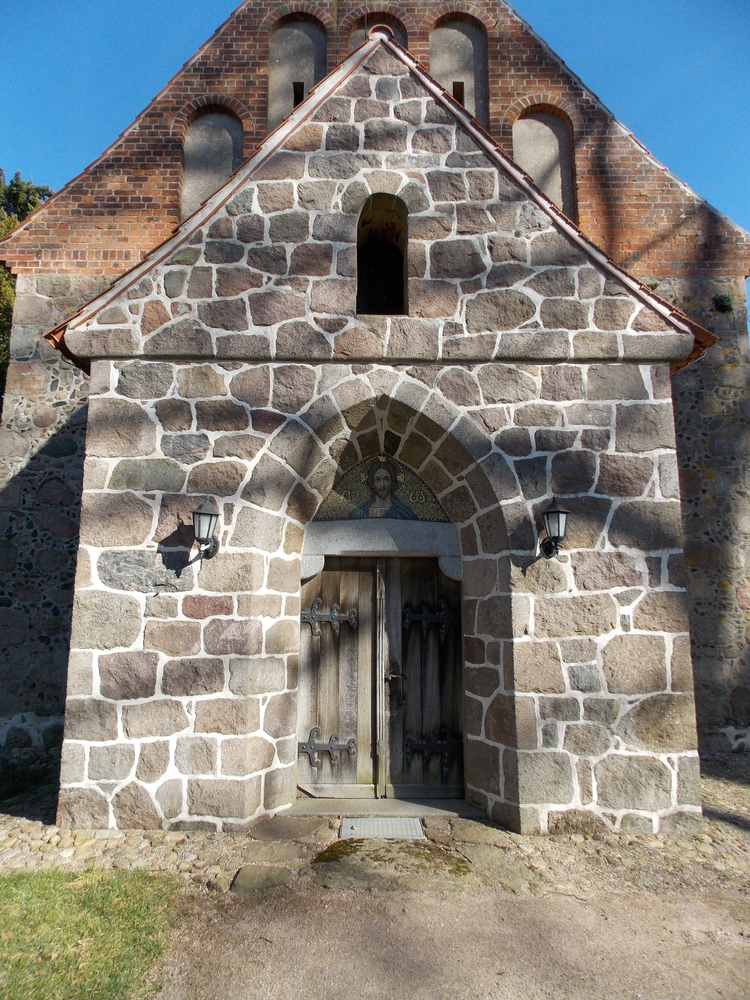
Eingangsvorbau mit Mosaik im Tympanon (2015)

### Eingangsvorbau
Der an der Westseite vorgesetzte Eingangsvorbau wurde aus gequaderten Feldsteinen errichtet und kam erst während der Umbauarbeiten von 1912 hinzu. Das Eingangsportal mit seinem spitzbogigen verjüngenden Gewände und dem Tympanon bilden hier den schmuckvollen Mittelpunkt.
Das Tympanon wird von einem prachtvollen Glasmosaik geschmückt, in ihm wird Jesus darstellt, flankiert vom Alpha und Omega. Die künstlerische Gestaltung orientiert sich an der vom Symbolismus geprägten romanischen Malerei. Das schmuckvolle Glasmosaik entstammt dem Atelier der Deutschen Glasmosaik-Gesellschaft Puhl & Wagner. Bemerkenswert zudem der Türsturz, ein auf Konsolen ruhender behauener Granitstein.
Bemerkenswert auch die massive Doppelflügeltür aus Eichenholz, mit ihren formschönen geschmiedeten Beschlägen. An der Schlagleiste ist diese Tür mit Schnitzwerk verziert.
Nach dem Durchschreiten des Portales gelangt man in die kleine Vorhalle, wo die beiden flankierenden Schlitzfenster für das natürliche Licht sorgen.
Erwähnenswert auch der leicht vorgesetzte Giebel mit seinem schmalen rundbogigen Durchbruch.
Das Satteldach bildet den oberen Abschluss des Vorbaues.

### Turm
Der Turm, ein rechteckiger Giebelturm, welcher am Westgiebel des Langhauses herausragt. Dieser Turm wurde während der Umbauarbeiten in den Jahren 1911/12 errichtet. Das Fachwerk des Turmes ist mit Backsteinausfachungen versehen, wobei die Ausfachungen entstehungszeitlich mit Oberputz versehen waren. Taustabverzierungen zieren die Eckständer des viereckigen Fachwerkturmes. Der Giebelturm wurde zudem mit einer oktogonalen Laterne ausgestattet, deren mit Taubstabverzierungen versehenen hölzernen Eckstiele heute von Kupferabdeckungen geschützt werden. Mit der gebauchten Haube, auch Welsche Haube genannt, schließt der Turm nach oben hin ab. Bemerkenswert auch die Bekrönung der Haube, welche von Turmkugel, Wetterhahn und vergoldetem Kreuz gebildet wird.

## Innengestaltung und Ausstattung
Das Kirchenschiff ist auf jeder Seite mit zwei spitz auslaufenden Schildbögen versehen, die den Anschein eines Gewölbeansatzes erwecken. Während der umfassenden Instandsetzung der Kirche wurden 1912 der Chor und das Langhaus, die bis dahin von einer flachen Balkendecke überspannt waren, mit einer Rabitz-Gewölbekonstruktion und einer Spritzputzdecke überwölbt.

### Altar

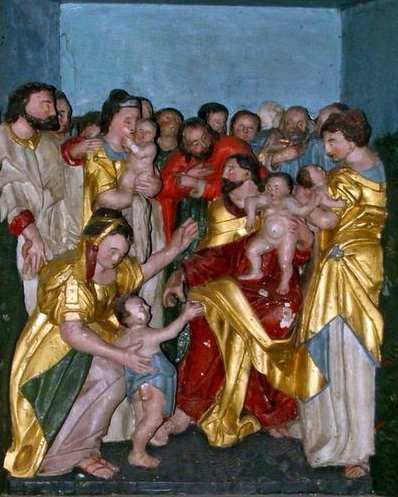
Kindersegnung Jesu, Andachtsbild von 1580 (2015)

Der auf einem hölzernen Sockel ruhende Altar bildet das Zentrum des Chorraumes.
Generalmajor Thomas Friedrich von Züle auf Zühr stiftete 1725 den im Barockstil gefertigten Altaraufsatz, dessen Mittelpunkt ein in Öl gemaltes Kruzifix bildete. Während des Umbaues von 1912 gestaltete der Kunstmaler Willi Schomann den bildlichen Bereich neu. Die ornamentalen Darstellungen gehören größtenteils noch zur entstehungszeitlichen barocken Ausstattung.
Die Rahmung und das Schnitzwerk sind goldfarben gefasst. Der Mittelteil des Triptychon ist mit der kunstvoll gefertigten figürlichen Darstellung von Christus am Kreuz versehen, welche am Fuße von Engelsfiguren flankiert wird. Den Hintergrund bildet ein dargestellter Strahlenkranz der Sonne. Reichhaltiges ornamentales Schnitzwerk rundet das schmuckvolle Erscheinungsbild ab. Bemerkenswert hier, die Bekrönung der figürlichen Darstellung im Triptychon, bestehend aus fein gearbeitetem Rankwerk, das auch am Fuße der Darstellung zu finden ist. In den auf damaszierten Goldgrund gemalten bildlichen Darstellungen der Altarflügel sind Anbetungsszenen dargestellt. Die personifizierten Darstellungen sind nach Geschlechtern getrennt, welche ihren Blick zur Kreuzigungsdarstellung hin ausrichten. Bekrönt wird der Altar von einem auskragenden Holzgesims. Die Predella ist zudem mit filigran gefertigten Malereien verziert, deren Zentrum das Christusmonogramm bildet. Flankiert wird das Christusmonogramm von der Darstellung eines Engels mit Posaune und des Evangelisten Matthäus, welche von vegetabilischer Ornamentik eingefasst werden.
An der dahinterliegenden Ostwand, findet sich zudem die bildliche Darstellung des von Engeln umgebenen Jesus Christus in der Mandorla.
Beachtenswert auch das Andachtsbild aus dem 16. Jahrhundert, an der Laibung des Chorbogens auf der Südseite, mit der figürlichen Darstellung der Kindersegnung Jesu. Das Andachtsbild hatte seinen ursprünglichen Platz in der rundbogigen Fensternische an der Nordseite des Chores.

### Kanzel
Die barocke Kanzel, eine auf einem Sockel ruhende oktogonale und geschweifte hölzerne Kanzel mit Kanzelhimmel. Das Äußere der Kanzel ist reichhaltig mit Ornamenten geschmückt. Bemerkenswert ist das in Gold gefasste Akanthus-Schnitzwerk an den Kanten der Kanzel. Beachtenswert auch die in rot gefassten Blendflächen, welche mit vegetabilischem Schnitzwerk gefüllt sind.
Der zugehörige Kanzelhimmel wird ebenso reichhaltig von barocken Schmuckelementen geziert. Unterhalb der Kanzelhaube befindet sich ein aus Holz gefertigter symbolischer Strahlenkranz mit Taube. Die figürliche Darstellung der Taube erweckt den Eindruck als würde sie unter dem Glorienschein schweben.
Kanzel und Kanzelhimmel sind in Hellgrau und Grün gefasst, die Blendflächen sind hingegen von rötlicher Farbe.

### Ausmalung

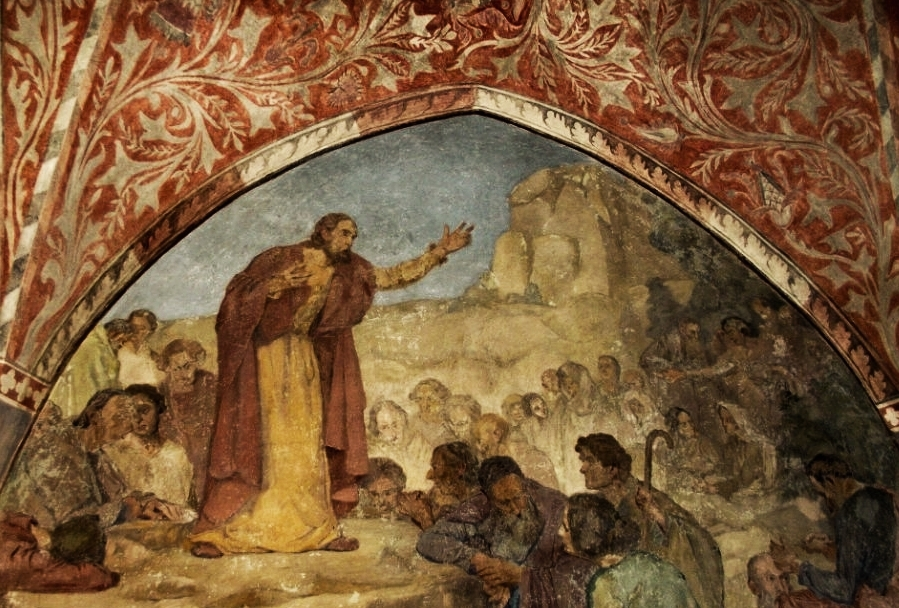
Moses am Berg Sinai (2014)

Die Ausmalung des Kircheninnenraumes wurde 1911 durch den gebürtigen Parchimer und Kunstmaler Willi Schomann als freie künstlerische Leistung ausgeführt.
Auch die Chorwände erhielten beim Umbau ein neues Erscheinungsbild. Die Ausmalungen zeigen die Evangelisten, Szenen aus dem Leben Jesu, das Abendmahl und weitere biblische Szenen. Die schmuckvollen Ausmalungen mit vegetabilischer Ornamentik und geometrischen Ornamentbändern vervollständigen den Innenbereich. Erstaunlich ist die vollständige und detailreiche Ausmalung des Chorgewölbes, dominiert vom Ornament der Distel, welches sinnbildlich auf Erlösung und Märtyrertum hinweist.
Am Chorbogen, vom Kirchenschiff aus blickend, sind neben den prächtigen vegetabilischen und geometrischen Ornamenten auch die Evangelisten dargestellt, linksseitig finden sich Markus und Lukas, rechtsseitig Matthäus und Johannes, welche am Fuße mit gotischer Uncialschrift bezeichnet sind. Bekrönt wird der Chorbogen diesseits mit der Darstellung des thronenden Jesus Christus, welcher von zwei Engeln mit Posaunen flankiert wird.
Chorseitig wird der Chorbogen von der Darstellung Jerusalems bekrönt. An der Nordseite des Chorbogens das Bildnis Johannes des Täufers, mit seinem Kreuzstab. Ihm gegenüber, auf der Südseite des Chorbogens, die Darstellung der Maria Magdalena.
Bemerkenswert auch die kunstvollen Darstellungen im Chorbereich. Dort finden sich an der Südseite die Bergpredigt des Jesu von Nazaret und an der Nordseite Moses der zum Volk Israel am Berg Sinai spricht.
Auf der Nordseite, das zweibahnige Chorfenster flankierend, Moses und die Zehn Gebote. Gegenüber auf der Südseite, das einbahnige Chorfenster flankierend, findet sich das Abendmahl Jesu und die Darstellung vom Verrat des Judas (Mt 26,14-25).
Über dem Chorfenster der Ostseite, hinter dem Altar, findet sich zudem die Darstellung von Jesus Christus in der Mandorla, umgeben von Engeln. Im Zusammenhang mit den Darstellungen der Gläubigen, die den Altar flankieren, zeigen sie Christi Himmelfahrt. Dieser Bereich der Malereien ist leider stark beschädigt.
An den Fensterlaibungen der Kirchenschiffsfenster und der Chorfenster setzt sich die schmuckvolle Gestaltung mit floralen und geometrischen Ornamenten fort. Die Taustabverzierungen am Stabwerk der Fenster sind ebenso farblich gestaltet und wurden mit Wellenbändern versehen.
Auch der Deckenbereich der achtseitigen Laterne des Glockenturmes wird von einer schmuckvollen Malerei geziert. Die schwarzen und weißen herzförmigen Lindenblattranken auf rotem Grund bilden hier den malerischen Abschluss.

### Glasmalereien
Familie von Bülow stiftete in den Jahren 1910 und 1912 die farbenprächtigen Chorfenster und die Fenster des Kirchenschiffes. Die künstlerische Gestaltung der Fenster übernahm der bekannte Glasmaler Fritz Geiges aus Freiburg im Breisgau. Er schuf auf den mattierten weißen Grundgläsern schmuckvolle christliche Bilderzyklen und Wappenbilder.

#### Chorfenster

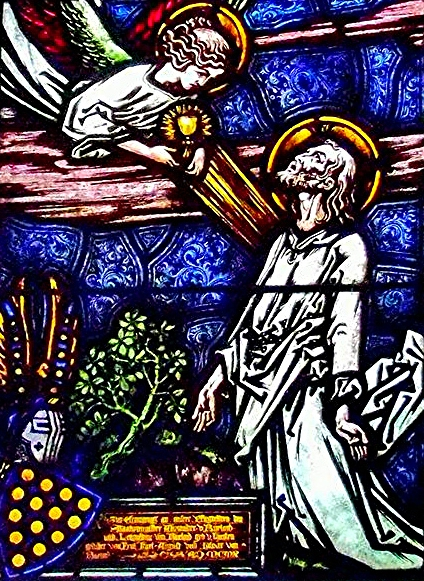
„Jesus am Ölberg“ (2015)

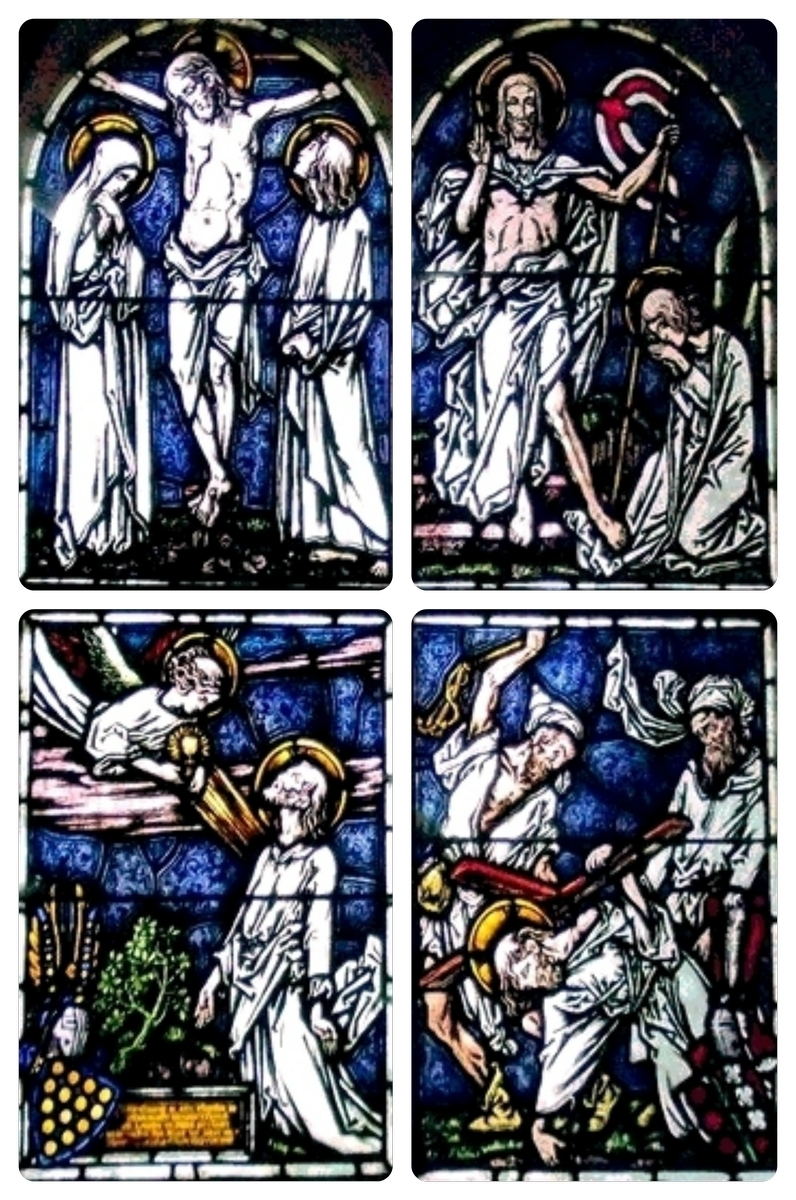
Bilderzyklus Chorfenster (2015)

Das zweibahnige Chorfenster der Ostseite zeigt in beiden Bahnen eine doppelstämmige emporstrebende und abzweigend rankende Distel als Sinnbild der Passion Christi. In den Zweigen der rankenden Distel finden sich Körbchen mit Eiern, als christliches Symbol des Lebens, auf den Zweigen sitzen zudem Distelfinken, die den Opfertod Jesu Christi symbolisieren. Mehrfach finden sich die in Gold gefassten Initialen des Stifters v. B. (für von Bülow) sowie zwei Signaturscheiben des Glasmalers in den unteren Feldern, F. Geiges, fecit in und Freiburg i./Br. 1912.
In den Chorfenstern der Nordseite wird die Geburt Christi dargestellt (Lk 2,7), folgend Josef und Maria mit Jesuskind auf ihrer Reise nach Ägypten (Mt 2,14). Weitere Darstellungen zeigen die Heiligen Drei Könige Caspar, Melchior und Balthasar beim Jesuskind (Mt 2,11) und die Taufe Jesu (Mk 1,9), die den Abschluss des Bilderzyklus bildet.
Szenen der Passion Christi schmücken die Chorfenster der Südseite. Die Darstellung des Engels der Jesus am Ölberg den Kelch reicht eröffnet den Bildzyklus (Lk 22,43). Die folgenden Darstellungen zeigen den kreuztragenden Jesus (Joh 19,17) und die Kreuzigungsgruppe. Der Bilderzyklus wird von der Auferstehung Jesu Christi vollendet.
Die blaufarbigen Flachglasstücke der Chorfenster wurden zudem mit filigranen Glasmalereien in Form von Akanthusblattranken gefüllt.
Erwähnenswert auch die Rundfenster im Couronnement der Chorfenster, welche mit buntfarbiger Verglasung und Rautenmuster versehen wurden. Sie sind allerdings im Inneren vermauert.
Neben den Bülow’schen Wappen in den Chorfenstern befinden sich Inschriftenfelder mit Stiftungswidmungen. „Zur Erinnerung an unsere Eltern den Hofmarschall Jaspar von Bülow und Adele von Buelow geborene von Könemann gestiftet von Fritz Karl-August und Jaspar von Bülow A. D. MCMX.“ und im gegenüberliegenden Chorfenster „Zur Erinnerung an unsere Pflegeeltern den Staatsminister Alexander v. Bülow und Leopoldine von Bülow geb. v. Lücken gestiftet von Fritz Karl-August von Bülow A. D. MCMX. (1910)“. Rechtsseitig des Bülow’schen Wappens und der Widmung finden sich zudem die Wappen der Ehefrauen, Familie von Lücken und Familie von Könemann.

#### Schiffsfenster
Im Kirchenschiff sind die Fenster mit an gewundenen Schnüren hängenden und miteinander verbundenen Wappenschildern geschmückt, die wiederum von Astranken mit Eichenlaubornament eingefasst werden.
Das Fenster der Südseite trägt die Wappen der Kirchenherren zu Marsow. In diesem Fenster finden sich, von unten beginnend dann aufsteigend, die Wappen der Familien; von Schilden, von Bülow, von Pentz, von Lützow, von Marsow und von Züle.
Das Fenster der Nordseite trägt die Ehewappen der Herrschaften, wiederum von unten beginnend dann aufsteigend; Henning von Bülow und Madeleine Gräfin Bassewitz, Alexander von Bülow und Leopoldine von Lücken, Jaspar von Bülow und Henriette von Jasmund.
In den die Westempore flankierenden Fenstern findet sich buntfarbige Verglasung und Flechtbandornament.
Erwähnenswert auch die Rundfenster im Couronnement der Schiffsfenster, welche mit buntfarbiger Verglasung und einfachem Flechtbandornament versehen wurden.

### Orgel
Über viele Jahre hinweg wurde zur musikalischen Umrahmung der Gottesdienste ein Harmonium genutzt. Das änderte sich erst mit der Anschaffung einer Orgel.
Alexander von Bülow stiftete der Kirche um 1900 eine Orgel, die er zuvor bei Orgelbauer Marcus Runge in Schwerin erwerben konnte. Es handelte sich um eine von Friedrich Friese III im Jahr 1887 gebaute Orgel, gefertigt in seiner Schweriner Werkstatt. Henning von Bülow erteilte um 1910 dem Hagenower Orgelbauer Runge den Auftrag, die seit Jahren eingelagerte Orgel einzubauen. Im Zuge des Einbaues mussten dann auch einige Veränderungen und Ergänzungen vorgenommen werden. So erhielt die Orgel ein Pedalregister auf pneumatischer Windlade. Das fehlende Gehäuse und der Orgelprospekt wurden direkt in der Marsower Kirche aus Eichenholz und Eiche furniert angefertigt. So entstand der mit holzgeschnitzter Ornamentik versehene symmetrische Orgelprospekt.
Die Zinnprospektpfeifen fielen allerdings schon bald der „Zinnspende“ des Ersten Weltkrieges zum Opfer und wurden 1917 beschlagnahmt. Sie gingen in das Eigentum des Reichsmilitärdienstes über.
Die Marsower Friese-Orgel ist nicht nur schmuckvoller Bestandteil des Inneren der Kirche, sie dient vielmehr der Leitung und Führung des Gesanges der Gemeindemitglieder sowie zur Hebung und Führung des Chorgesanges. Im September 2013 wurde die Orgel vom Orgelbauer Johann Gottfried Schmidt aus Rostock restauriert und in einen spielbaren Zustand versetzt. Am Nachmittag des 3. Oktober 2013 wurde die Orgelweihe gefeiert. Die Orgel wird seither regelmäßig bespielt.

#### Disposition
| Manual C-c3    |    |
| Prinzipal      | 8′ |
| Viola di Gamba | 8’ |
| Flöte          | 8’ |
| Gedackt        | 8’ |
| Octave         | 4’ |
| Flöte          | 4’ |

| Pedal C–c1 |     |
| Subbass    | 16′ |

### Empore und Gestühl
Die Westempore ruht auf massiven Holzsäulen, welche mit spiralförmiger Kannelierung versehen sind. Tragende Säulensegmente ähneln in ihrer Form den romanischen Würfelkapitellen, die zudem reich mit Ornamentik geschmückt sind. Bemerkenswert die Brüstung mit ihren Säulen, welche mit Kannelierung versehen sind. In den Feldern der Brüstung findet sich zudem das Motiv des Vierpasses.
Das erhaltene Patronatsgestühl ist aus Eichenholz gefertigt. In die Rückenlehnen sind Wappenschilde der Familie von Bülow eingearbeitet, welche von Rankwerk eingefasst werden. Die geschweiften Wangen des Chorgestühls und die hochklappbaren Sitzflächen werden zudem von vegetabilischen Schnitzwerk geschmückt. Bemerkenswert auch die kunstvollen Intarsienarbeiten am Fuße des Chorgestühls. Das Kirchengestühl wurde vom Zarrentiner Hoftischlermeister Fritz Wind angefertigt.

### Taufstein
Das Taufbecken von 1834 ist aus grauem Marmor gefertigt. In den kleinen rundbogig profilierten Flächen des Beckens war Maria mit dem Kinde dargestellt, als weitere Darstellungen, die Personifizierung der Elemente und der freien Wissenschaften. Die figürlichen Darstellungen wurden von lateinischen Inschriften eingefasst. Eine zugehörige Taufkanne war zudem mit der Personifizierung der Erdteile und der Jahreszeiten verziert.
Der Säulensockel ist verziert mit dem Lamm Gottes Agnus Dei, hinter dem Haupt der Glorienschein, im Hintergrund die aufrechte Siegesfahne, welche den Sieg über den Tod symbolisiert. Über der figürlichen Darstellung die Widmung mit dem Stiftungsdatum des Taufbeckens, Marsow MDUCCXXXIV (1834). Der Rand des Taufbeckens wird von einem Bibelzitat eingefasst: „Ich gebe ihnen das ewige Leben; und sie werden nimmermehr umkommen, und niemand wird sie mir aus meiner Hand reißen“ (Joh. 10,28).
Das heutige Erscheinungsbild des Taufbeckens unterscheidet sich vom oben beschriebenen Zustand des Jahres 1898. So sind die Darstellungen in den profilierten Flächen des Beckens heute nicht mehr vorhanden.

### Glocken
Die Kirche Marsow verdankte ihre Glocken der Familie von Züle. So stiftete Ernst Heinrich von Züle im Jahr 1713 zwei Glocken. Die größte Glocke (⌀ 88 cm) stammte aus dem Jahr 1714 und wurde von der Rostocker Glockengießerei Vites Siebenbaum gegossen. Sie trug die Umschrift „SOLI DEO GLORIA“ sowie das Familienwappen und die Initialen des hannoverischen Rittmeisters Ernst Heinrich von Züle und seiner Gemahlin Anna Maria von Pentz auf Camin. Auch die zweite, etwas kleinere Glocke (⌀ 56 cm), trug die Umschrift und das Familienwappen der Stifter. Die kleinste Glocke (⌀ 31 cm) war hingegen ohne Inschriften, sie soll aus dem im 18. Jahrhundert schon nicht mehr vorhandenen Dorf Doitin stammen.
Bis zum Umbau im Jahr 1911 hingen die drei Glocken in ihrem Glockenstuhl im Dachraum der Kirche. Als Schallöffnungen dienten die ins Dach eingebrachten Schleppgauben, welche nach dem Turmneubau entfernt wurden. Heute sorgen die in den Turm eingebrachten Klangarkaden für die nötige Ausbreitung des Glockenklanges.
Seit dem umfangreichen Umbau der Jahre 1911/12 hängen die Glocken im Giebelturm.
Eine der beiden heute vorhandenen Glocken, eine Stahlglocke, wurde 1957 im thüringischen Apolda gegossen.
Das Glockengeläut wird seit Juli 2015 elektrisch betrieben.

### Inventarverzeichnis von 1898
- Großer silbervergoldeter Kelch und Patene, 1831 vom Oberhofmeister von Schilden gestiftet, entstammten der Fertigung von Hofgoldschmied Hossauer aus Berlin.[37]
- Silberne Oblatenschachtel, mit Ährenkranz und Christusmonogramm samt Symbolen Alpha und Omega verziert, 1832 gestiftet vom Oberhofmeister von Schilden.[37]
- Drei silberne Kannen, von 1833, 1837 und 1841.[37]
- Silberne Taufschale, 1835 gestiftet vom Oberforstmeister von Schilden, mit Gedenkinschrift, das Lützow’sche Wappen wird von der Umschrift eingefasst: „L. U. v. L., GEB. 2. JULI 1751, GEST. 2. MÄRZ 1828“.[39]
- Zwei zinnerne Altarleuchter mit einem Kreuz im Kreis als Stadtzeichen und einem Stern als Meisterzeichen mit Signatur „F. L. S.“ von 1663.[39] Die Signatur lässt sich dem Schweriner Zinngießer Caspar Mewes zuordnen.

## Heutiger Zustand
Seit dem Jahr 2005 wird die Kirche aufwendig restauriert. Die Förderung der Deutschen Stiftung Denkmalschutz und der Rudolf August Oetker-Stiftung sowie die zahlreichen Spenden von Privatpersonen ermöglichten die bisherigen Restaurierungsarbeiten. Dank des Auffindens der farbigen Wandgemälde-Entwürfe von Willi Schomann konnten auch diese restauriert werden. Im Jahr 2013 konnte zudem die Restaurierung der Orgel erfolgen. Bemerkenswert auch das Engagement des 2001 gegründeten Fördervereins, der sich für den Erhalt und die Wiederherstellung der Kirche einsetzt.
Eine Besichtigung der Kirche im Außenbereich ist jederzeit möglich, nach vorheriger telefonischer Absprache wird auch die Besichtigung des Innenbereiches ermöglicht. Am Tag des offenen Denkmals steht die Kirche allen interessierten Besuchern offen.

## Grabkapelle Familie von Bülow

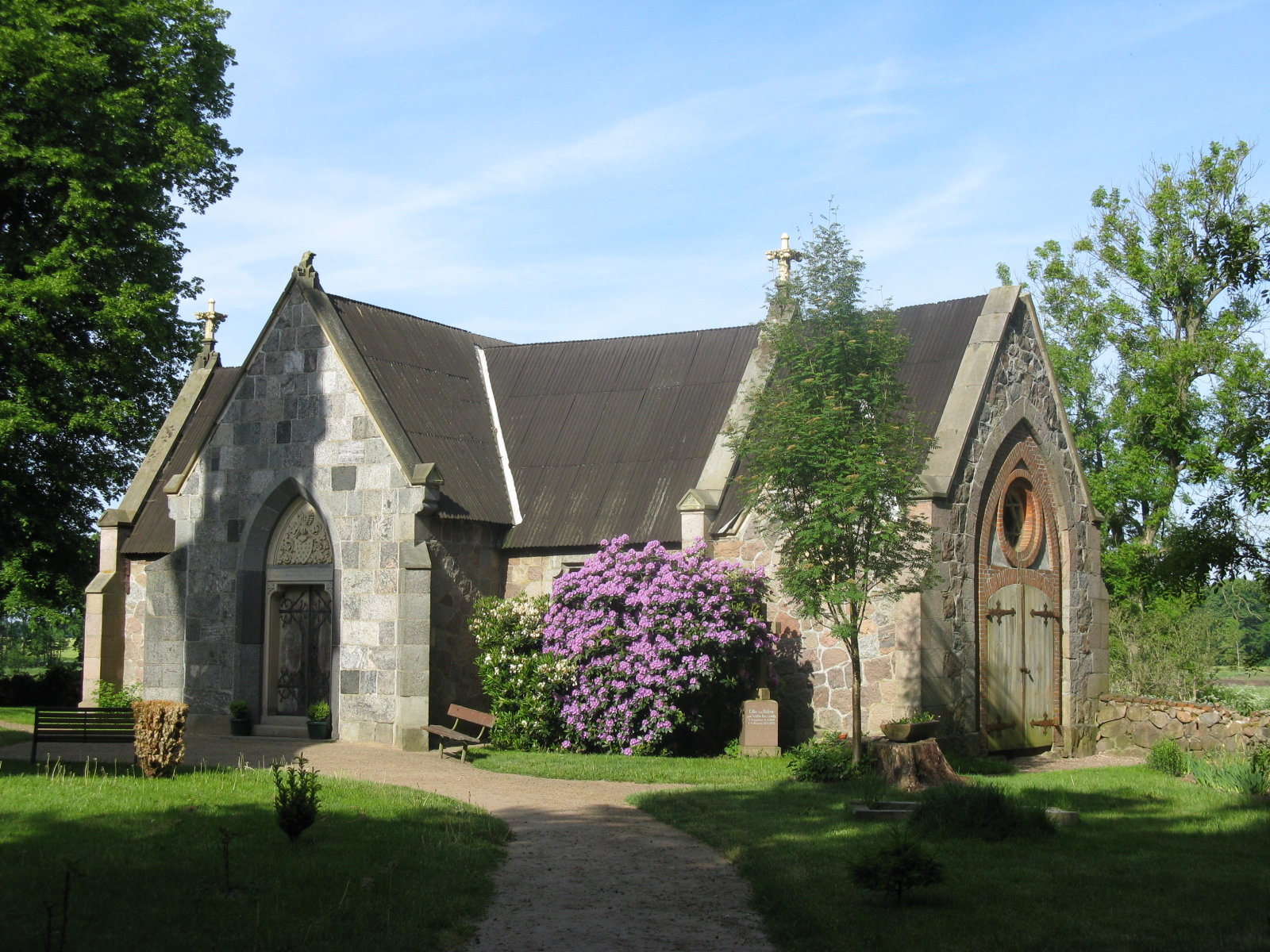
Grabkapelle von Bülow (2008)

Gegenüber der Westseite der Kirche ließ Familie von Bülow im Jahr 1871 eine Grabkapelle aus gequaderten Feldsteinen erbauen. Mit der Planung und Errichtung wurde der bekannte Hofbaurat Hermann Willebrand beauftragt. Er entwarf eine imposante Kapelle in kreuzbasilikaler Form die oben mit einem Satteldach abschließt. Im Inneren wurden zunächst zehn Gruftplätze angelegt, mit dem nordseitigen Anbau erhöhte sich diese Anzahl entsprechend.
Den Mittelpunkt bildet das spitzbogige Eingangsportal mit dem sich verjüngenden Gewände. Oberhalb findet sich das Tympanon, ein weißer Sandstein, in dem das schmuckvolle Bülow’sche Wappen eingearbeitet wurde, welches wiederum von vegetabilischer Ornamentik eingefasst wird. Aus selbigem weißen Sandstein der auf Konsolen ruhende Türsturz, welcher einen Bibelverse als Inschrift trägt: „Ich bin die Auferstehung und das Leben. Wer an mich glaubt, der wird leben, ob er gleich stürbe (Joh. 11,25)“. Bemerkenswert die doppelflügelige hölzerne Eingangstür mit ihren schmuckvollen schmiedeeisernen Beschlägen. Über den hinter der Tür vorzufindenden Vorraum erschließt sich der Innenbereich der Grabkapelle.
Die im Langhaus befindlichen zweibahnigen Spitzbogenfenster wurden mit buntfarbiger Verglasung und Rautenmuster versehen. In dem später an der Nordseite angesetzten Anbau wurde zudem ein Rosenfenster eingebracht. Bemerkenswert auch das auf der Rückseite des Querhauses befindliche große buntfarbige Rosenfenster. Unter diesem schmuckvollen Fenster wurde der Altar aufgestellt.
Die sich gegenüberliegenden Seiteneingänge des Langhauses werden von doppelflügeligen Holztüren verschlossen. Beachtenswert die Schmuckelemente des Nord- und Südgiebels, in Form von Hexagrammen.
Auf den Giebelgipfeln des Langhauses bildeten drei steinerne Kreuzblumen die Bekrönung, von denen nur noch zwei an ihrem Platz weilen. Den Giebel des Querhauses bekrönte hingegen ein Giebelkreuz.
Heute erinnert eine große Gedenkplatte im Eingangsbereich des Kirchhofes an die in Marsow bestatteten Familienangehörigen.

## Sonstiges

### August 1813
Erwähnenswert auch die Zeit der Befreiungskriege. In den Tagen vom 19. bis 21. August 1813 wurde das von französischen Truppen besetzte Dorf Marsow zum Schauplatz schwerer Kämpfe, welche die Kirchgemeinde in Angst und Schrecken versetzten. Französische Artillerie und Infanterie des Generals Davout trafen hier auf die Russisch-Deutsche Legion unter General Wallmoden. So kam es in und um Marsow mehrfach zu Gefechten, die letztlich die Truppen Wallmodens für sich entscheiden konnten.